# Collotheca atrochoides
Collotheca atrochoides är en hjuldjursart som först beskrevs av Wierzejski 1893.  Collotheca atrochoides ingår i släktet Collotheca och familjen Collothecidae. Inga underarter finns listade i Catalogue of Life.